# Khu trung tâm

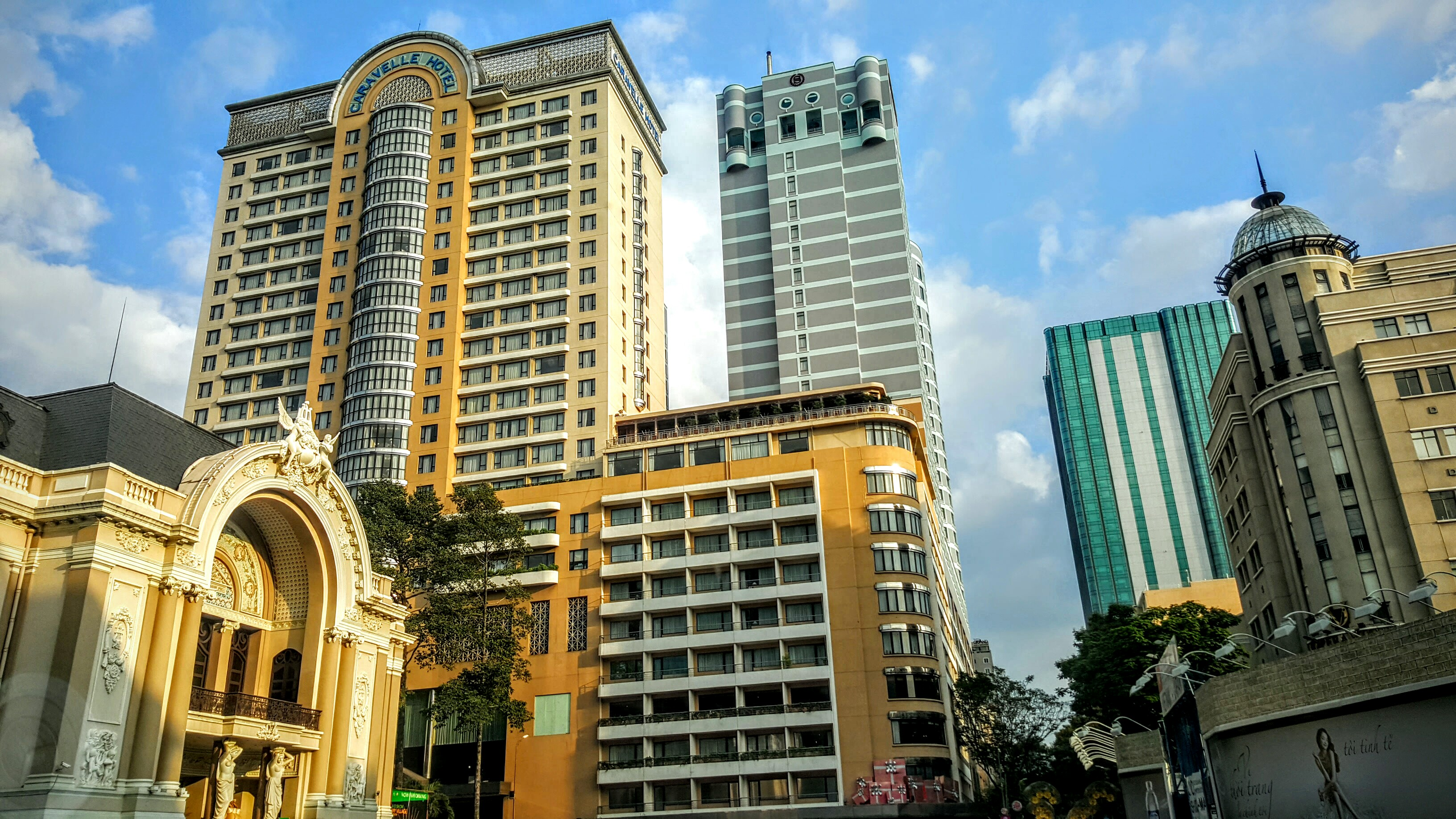
Khu trung tâm phường Bến Nghé, Quận 1, thành phố Hồ Chí Minh

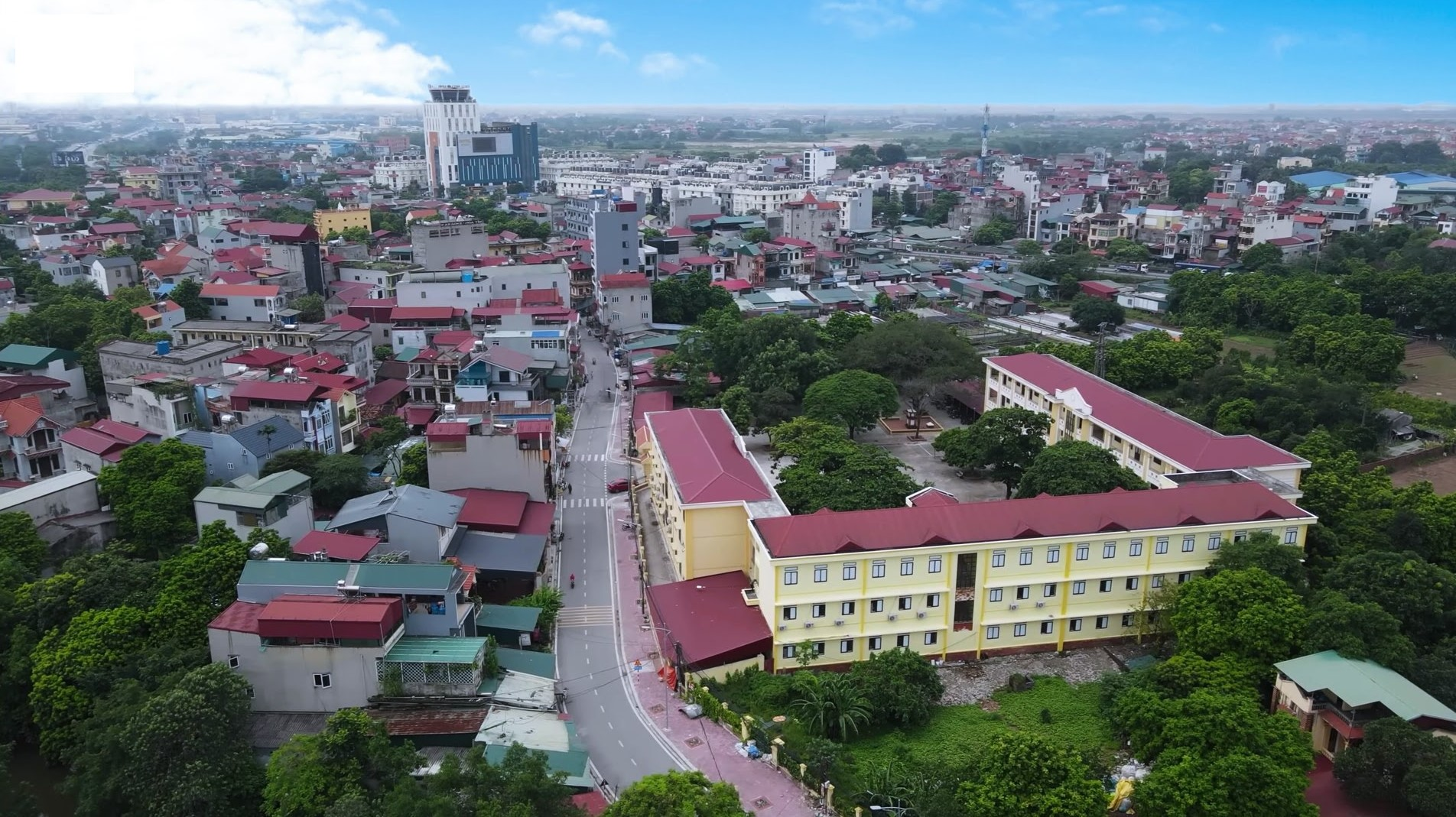
Khu trung tâm thương mại và nhà phố Như Quỳnh huyện Văn Lâm

Khu trung tâm hay phố trung tâm (Downtown) là một thuật ngữ chủ yếu được sử dụng ở Bắc Mỹ chỉ về trung tâm thương mại, trung tâm văn hóa và thường là trung tâm lịch sử, trung tâm chính trị, trung tâm hành chính và địa lý của một thành phố. Nó thường đồng nghĩa với khu thương mại trung tâm (CBD) để nhấn mạnh về tính chất kinh doanh, buôn bán sầm uất của khu vực đó. Thông thường, các khu trung tâm thành phố được vây quanh với mật độ dân số thấp hơn và thu nhập thấp hơn vùng ngoại ô. Ở một số khu vực khu vực đô thị, nó được đánh dấu bằng một cụm các tòa nhà cao tầng, các thiết chế văn hóa và sự hội tụ của các tuyến đường sắt và xe buýt. Trích dẫn đầu tiên của Từ điển Oxford về "Downtown" hoặc "trung tâm thành phố" có từ năm 1770, liên quan đến trung tâm của thành phố Boston. Một số người cho rằng thuật ngữ "trung tâm thành phố" được đặt ra ở Thành phố New York, nơi nó được sử dụng vào những năm 1830 để chỉ thị trấn ban đầu ở mũi phía nam của đảo Manhattan.
Khu trung tâm Downtown được hiểu là những khu vực trung tâm của thành phố hoặc các khu đô thị quy mô lớn hiện đại có dân cư đông đúc. Và nơi nào có khu đô thị càng phát triển thì sẽ xuất hiện trung tâm thương mại sầm uất. Thường trung tâm thương mại có lợi thế bởi sự hoàn thiện, phát triển của hệ thống giao thông, cơ sở hạ tầng và có sự xuất hiện của các dự án căn hộ, sản phẩm nhà ở cao cấp như nhà phố, biệt thự. Khu trung tâm cũng có đầy đủ tiện ích dân sinh như trường học, bệnh viện, trung tâm thương mại, khu mua sắm, khu vui chơi, giải trí đủ để dáp ứng nhu cầu tìm được nơi an cư, di chuyển dễ dàng mà ít bị kẹt xe, khói bụi. Cư dân nơi đây sẽ hưởng trọn vẹn các động vui chơi, giải trí, mua sắm sầm uất. Còn là nơi thu hút du khách mọi nơi đến trải nghiệm là cho khu vực ngày càng sôi động náo nhiệt.

## Hình ảnh

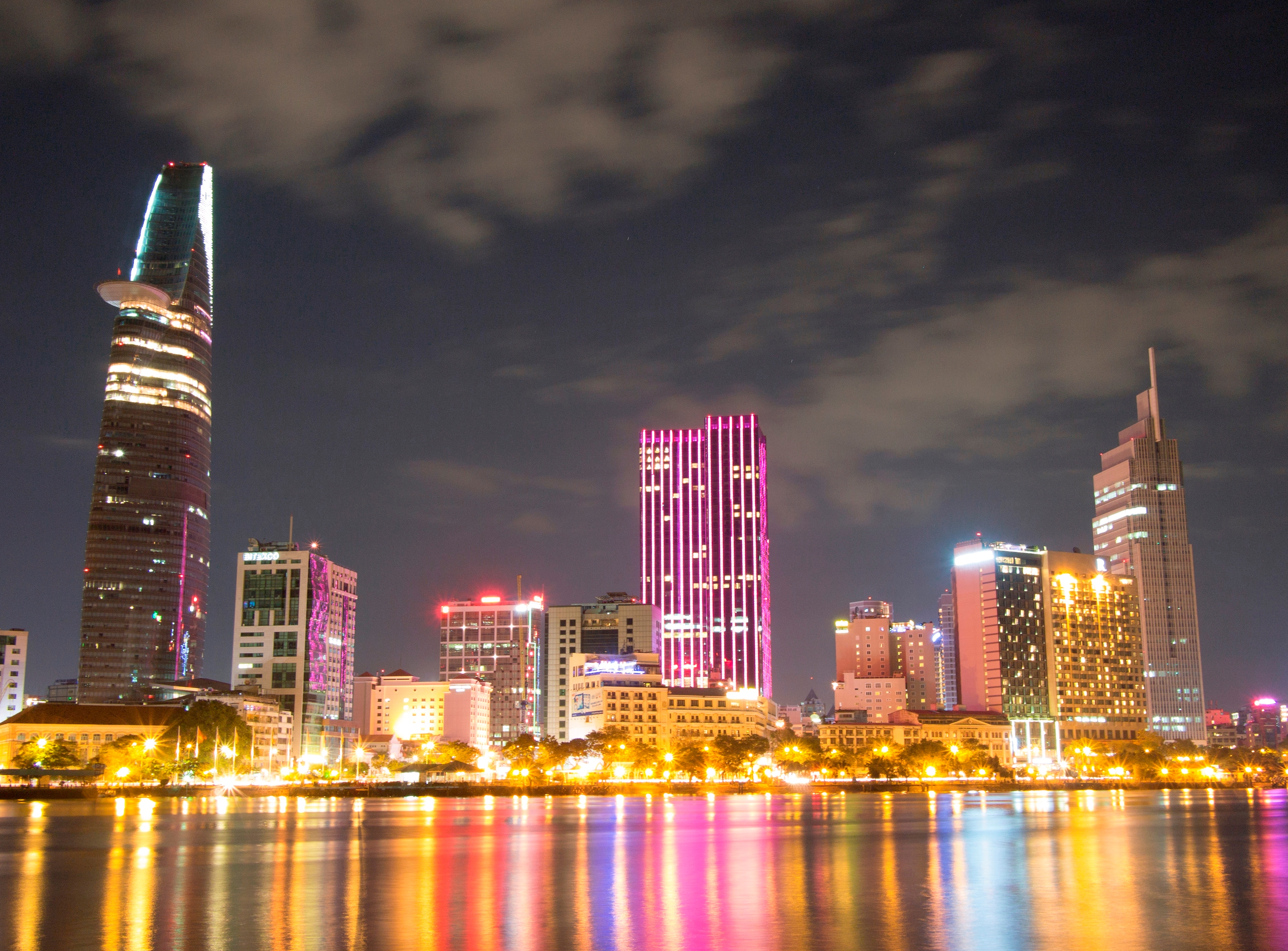
Khu trung tâm thành phố Hồ Chí Minh, nhìn từ phía quận 2
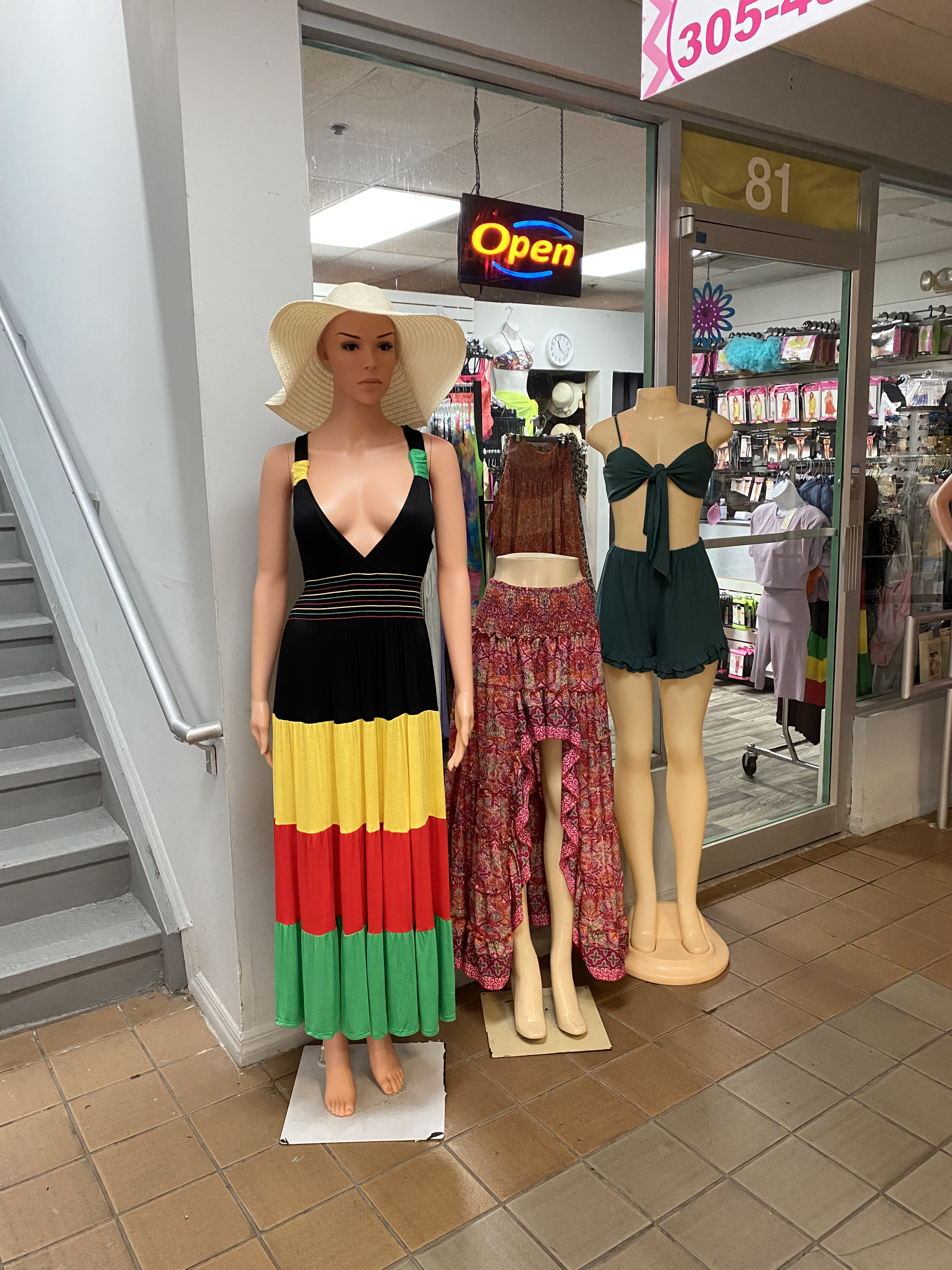
Khu Downtown ở Miami
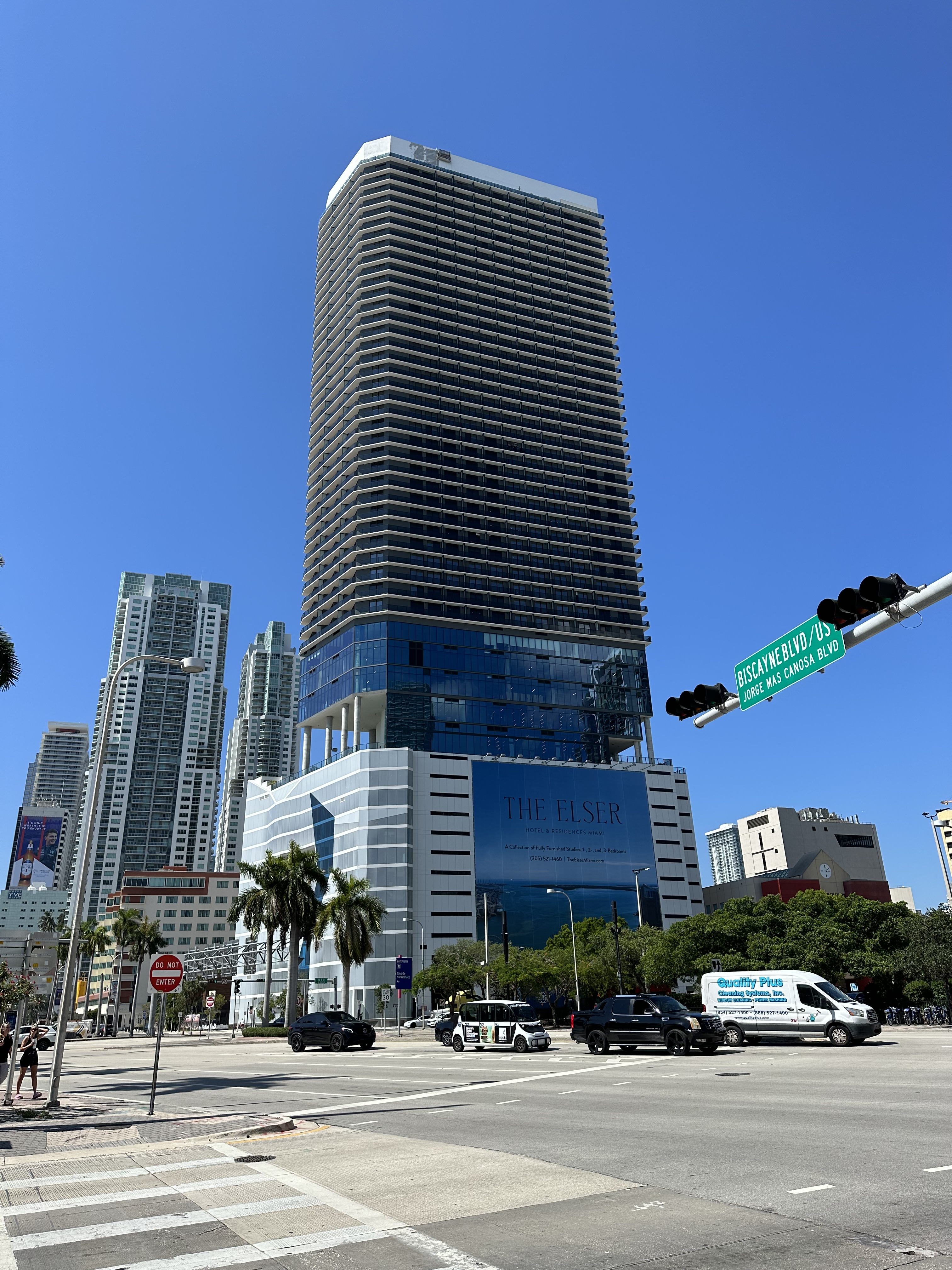
Elser Downtown Miami
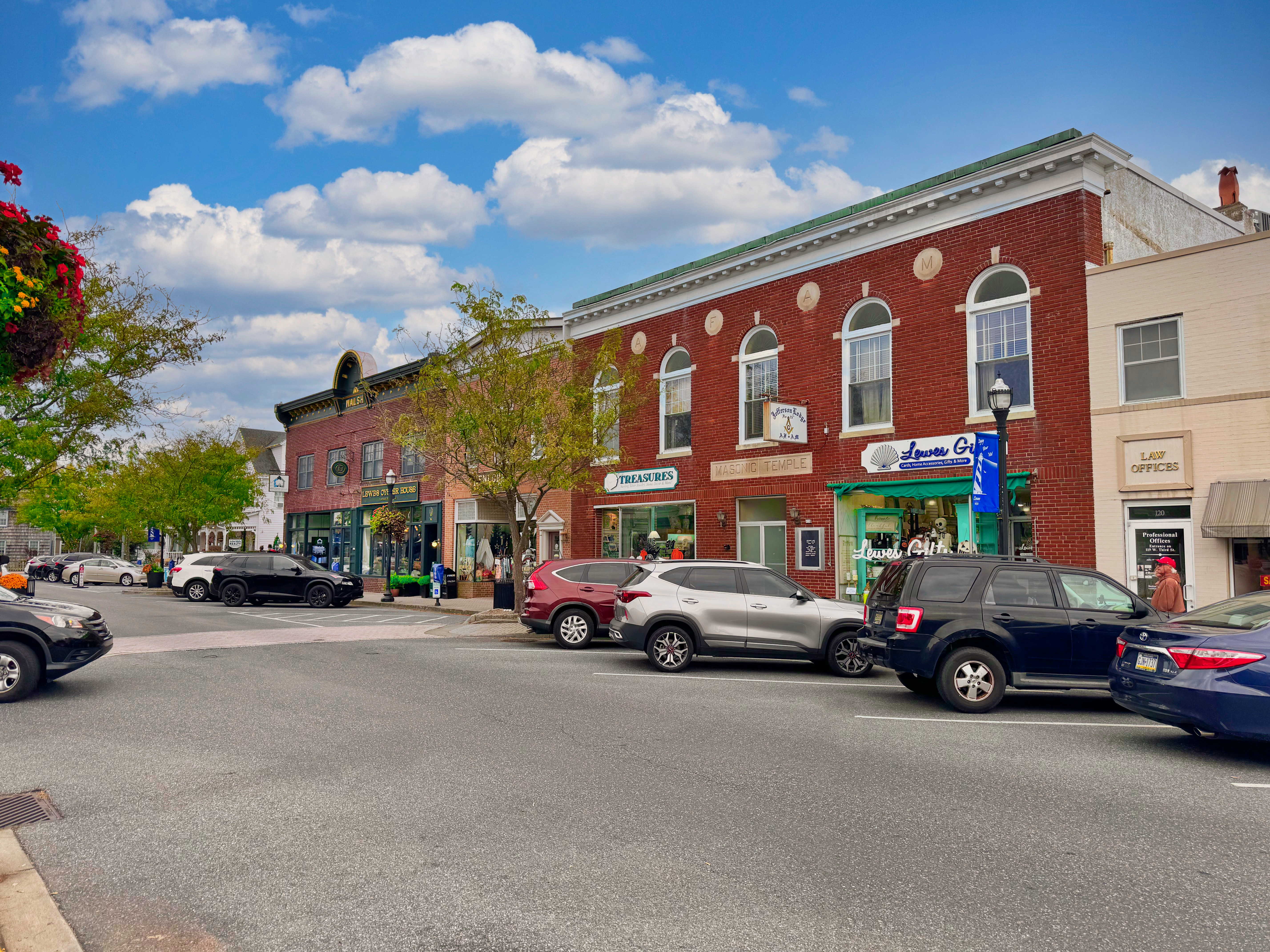
Đường phố ở khu Downtown Lewes, Delaware
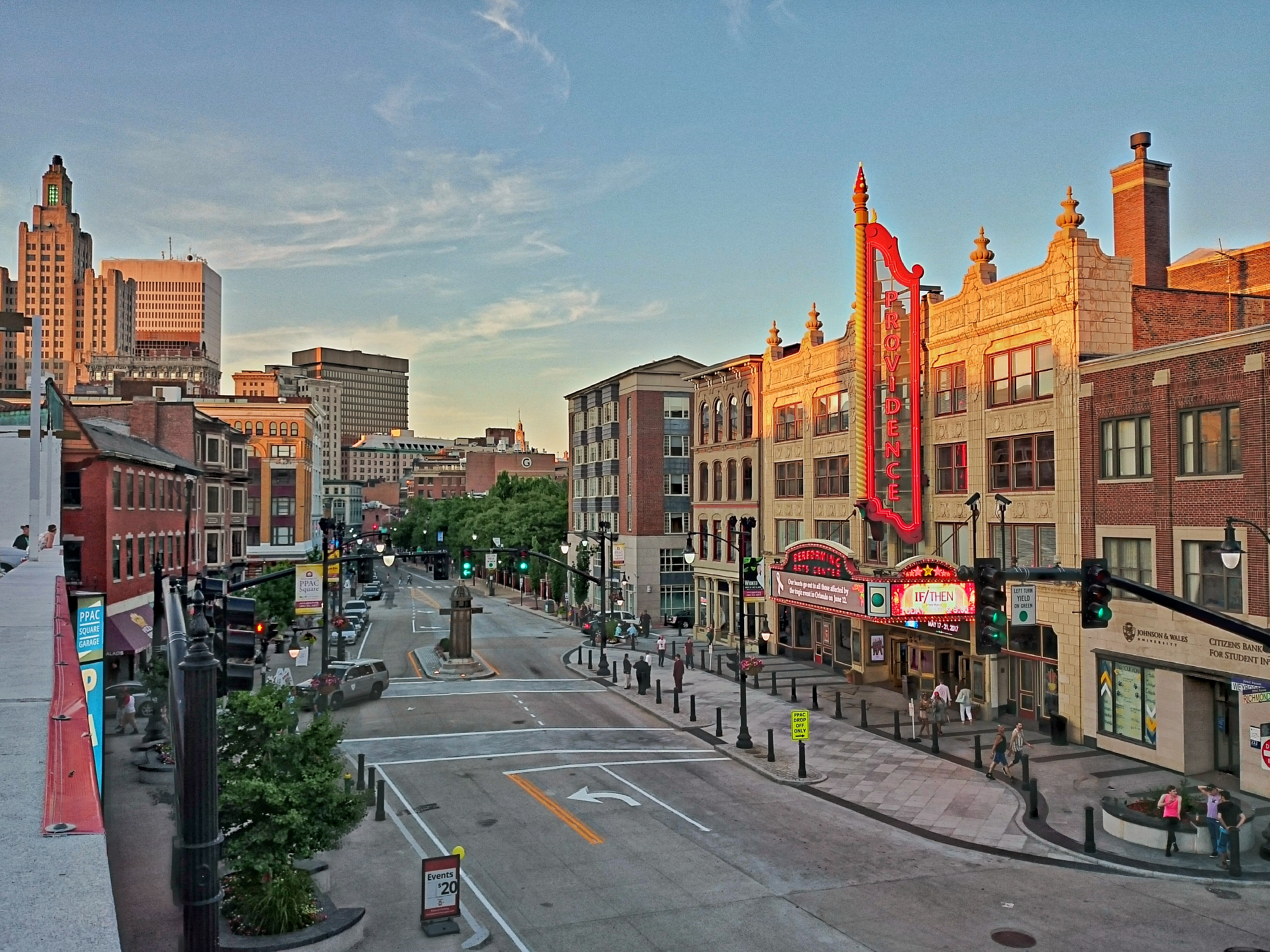
Downcity Providence ở Mỹ
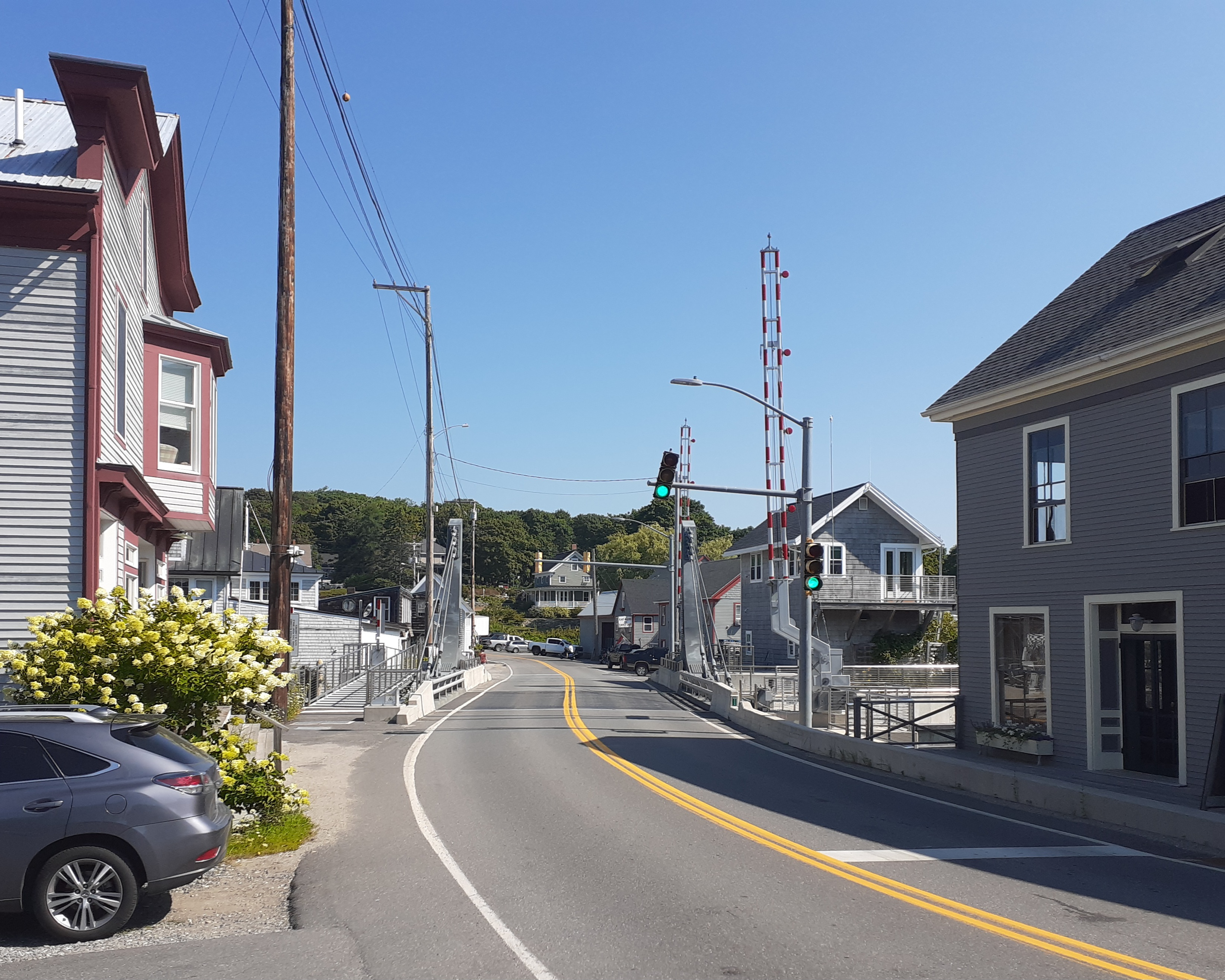
Downtown South Bristol, Maine
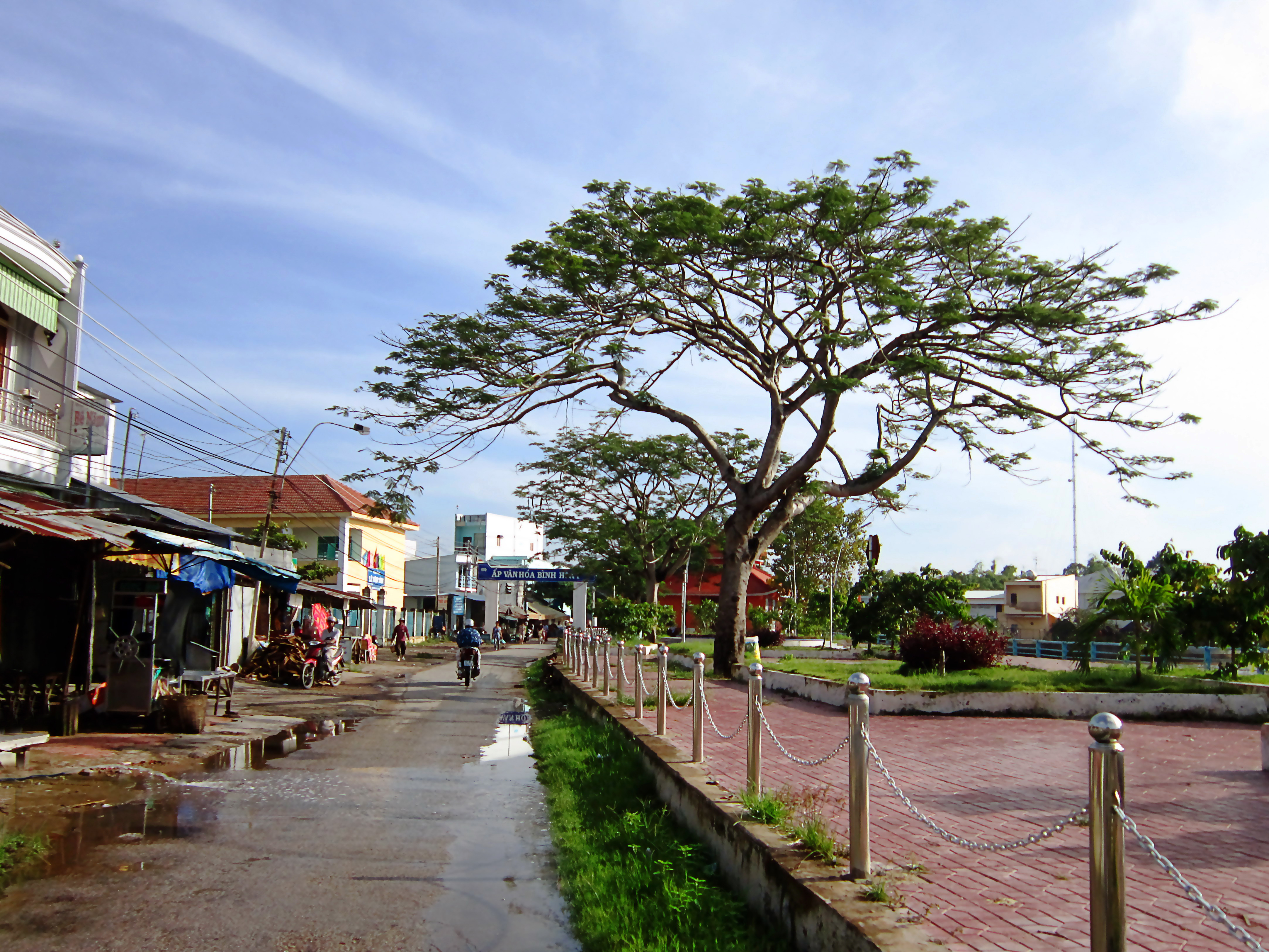
Khu trung tâm xã Mỹ Khánh
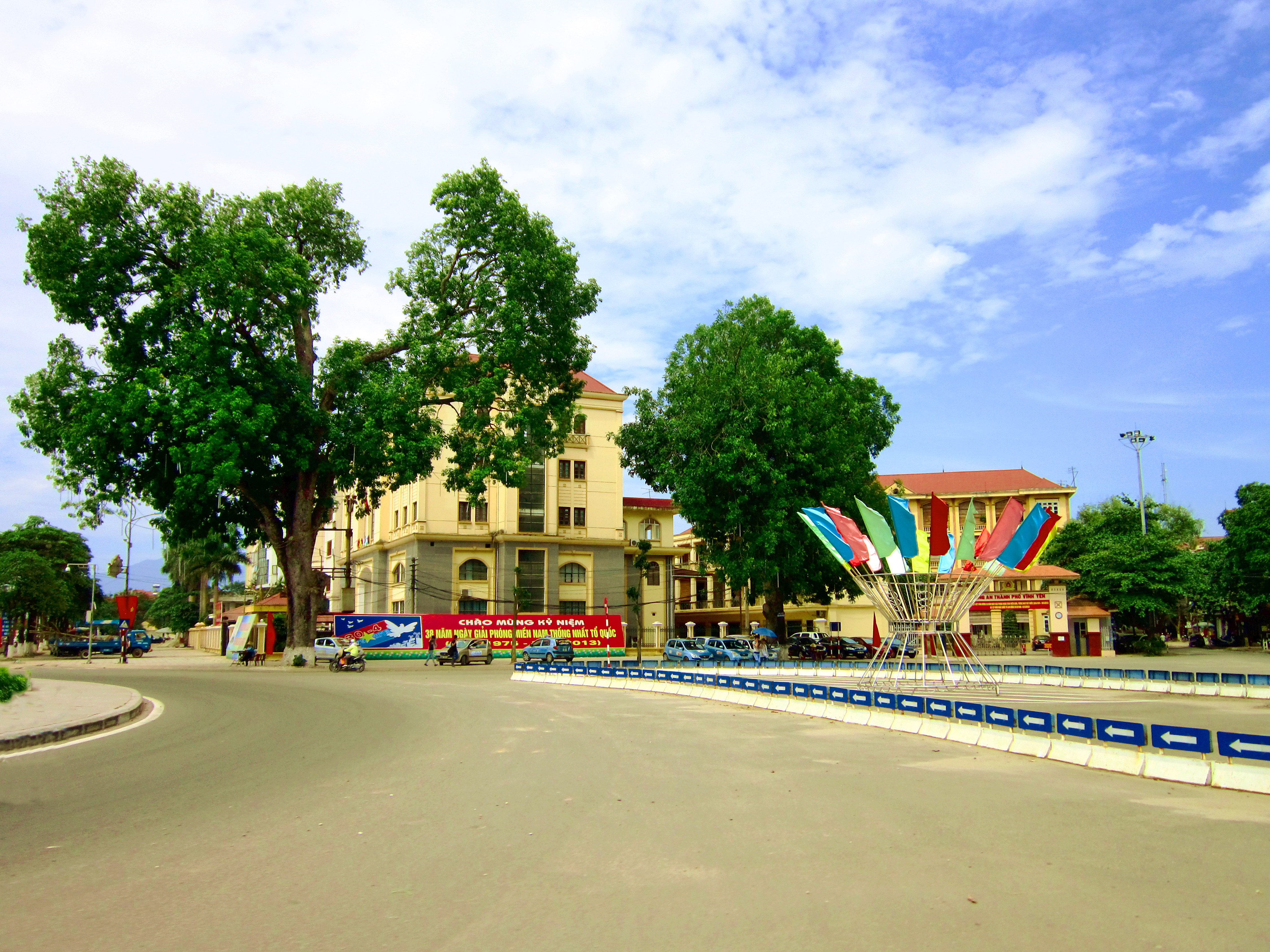
Khu trung tâm Vĩnh Yên
Khu trung tâm hành chính huyện Văn Lâm